# Lycksalighetens ö
Lycksalighetens ö är ett sagospel av Per Daniel Amadeus Atterbom, utgivet i bokform år 1824.

## Allmänt
Spelets första version färdigställdes år 1827. Titeln torde vara direkt vara lånad av Erik Johan Stagnelius (1793–1823) dikt med samma namn, men berättelsen, som är betydligt äldre än Atterboms berättelse, är en variant av folkboken Lycksalighetens ö. Atterbom inspirerades närmast av en variant tryckt i Falun Lycksalighetens ö, förestäld uti en wacker historisk berättelse, som wisar deras fåfänglighet, hwilka söka at winna den rätta lycksaligheten här i werlden, samt huru tiden och afunden alt til intet gör, ehuru stort nöje man tycker sig : hafwa ärnådt.
Motivet har bland annat bearbetats av den tyske dramatikern Ludwig Tieck, men huvudtemat finns redan i en keltisk folksaga, känd åtminstone sedan 600-talet.
Till spelet finns musik komponerad av Nils Peter Möller, där det mest kända stycket är Vindarnas kör, och det har även tonsatts som opera av Hilding Rosenberg.

## Synopsis
Huvudpersonen, kung Astolf, lämnar sitt kyliga land och sin kvinna Svanvit. Han förs av vindarna till Lycksalighetens ö där han gifter sig med Felicia (=den lyckliga). Här lever han lycklig, ung och vacker i 300 år. Minnet av det gamla hemmet når honom dock så småningom, han grips av skuldkänslor och återvänder. Men då han kommer tillbaka finner han sitt gamla hem förändrat. Människorna där har blivit materialistiska och kungastyret har avskaffats. Han beslutar sig för att återvända till Lycksalighetens ö, men tiden hinner på hemfärden upp honom och han dör. I sorg över prinsens död stänger prinsessan Felicia in sig i sitt slott, och ungdomskällan blir av Avunden för alltid tillsluten.

## Mottagande
Atterboms diktning är, skrev en framstående dansk litteraturhistoriker, "ett sällhetsrus av blomsterdoft och morgonrodnad, av salig lycka och klingande luftharmonier; en evig sommar av kärlek och skönhet". Men Lycksalighetens ö anklagades också för att ha hållit även skalden fången alltför länge, så länge att läsaren blir trött långt före honom. "Aldrig", skrev litteraturhistorikern Fredrik Böök "har Atterbom slösat så vilt med ädelstenar, marmorbyggnader, färggnistrande fyrverkerier, sjungande springbrunnar, näktergalar, härliga parker, pelare och rotundor och framför allt med strålande och undersköna kvinnogestalter som här. Lycksalighetens ö, det är sammanfattningen av allt, som var estetisk tjusning för Atterbom."
Esaias Tegnér kallade Lycksalighetens ö för "en stad byggd på en luftballong. Jag får svindel", skrev han, "när jag så där ständigt skall sväva i vädret". Men de lyriska partierna fann han "vackra, till en del mästerliga".

## Övrigt
- Atterbom lär ha inspirerats av Esterön i Bråviken utanför Norrköping till sin Lycksalighetens ö.[6]
- Lycksalighetens ö är, sedan omkring sekelskiftet 1900, namnet på en liten ö i Stadsträdgården i Uppsala, i närheten av Flustret.[7]
- Lycksalighetens ö förekommer i visan "Lugnare vatten" av Kjell Höglund.[8]

### Fotnoter
1. ↑  Lycksalighetens ö (1824) på Google Books
2. ↑  Stagnelius verk med samma namn på Google Books
3. ↑   Lycksalighetens ö, förestäld uti en wacker historisk berättelse, som wisar deras fåfänglighet, hwilka söka at winna den rätta lycksaligheten här i werlden, samt huru tiden och afunden alt til intet gör, ehuru stort nöje man tycker sig: hafwa ärnådt. Mycket lustig och nöjsam at läsa. Fahlun, 1812. Tryckt hos Pehr Ol. Axmar. Falun. 1812. Libris 2405694
4. ↑  Grimberg, Carl. ”250 (Svenska folkets underbara öden / VIII. 1809 års män, Karl Johans och Oskar I:s tid samt Vårt näringsliv och kommunikationsväsen under teknikens tidevarv 1809-1859)”. runeberg.org. https://runeberg.org/sfubon/8/0252.html. Läst 22 januari 2023.
5. 1 2  Grimberg, Carl. ”251 (Svenska folkets underbara öden / VIII. 1809 års män, Karl Johans och Oskar I:s tid samt Vårt näringsliv och kommunikationsväsen under teknikens tidevarv 1809-1859)”. runeberg.org. https://runeberg.org/sfubon/8/0253.html. Läst 22 januari 2023.
6. ↑  Atterbom på Marmorbruket Arkiverad 13 augusti 2010 hämtat från the Wayback Machine. från Kopparbo.se
7. ↑  Stadsträdgården - Lycksalighetens ö från Uppsala kommun
8. ↑  Lugnare vatten - text från kjellhoglund.com